# Gemma Humet
Gemma Humet, född 19 november 1988 i Terrassa, är en katalansk (spansk) sångare och pianist. Hon är syskonbarn till den valencianske sångaren Joan Baptista Humet. Humet har samarbetat med olika katalanska gitarrister och sjunger ofta in tonsättningar av dikter. Hon har fram till 2022 givit ut fyra soloalbum.

## Biografi
Humet studerad jazzsång vid Kataloniens musikhögskola (ESMUC).

### Samarbeten och framträdanden
Gemma Humet har ett antal gånger stått på scen tillsammans med den klassiske gitarristen Toti Soler, inklusive som del av föreställningarna Liebeslied, U, set, u, quatre: segar i batre och L'Ovidi, poema sense acabar ('Ovidi, poem utan slut'; hyllning till den bortgångne Ovidi Montllor). Duon har på senare år spelat in Montllor-sånger som "Raó de viure", "El teu nom" och "El temps que s'atura").
Humet är även känd för sitt samarbete med gitarristen Toni Xuclà, på scen och via albumet Espriu, amb música ho escoltaries potser millor ('Espriu, med musik hör du det kanske bättre'). Där har de bland annat satt musik till Salvador Esprius dikter "Aquesta pau és meva" ('Detta är min fred') och "A la vora del mar" ('Vid kanten av havet').
2013 deltog Gemma Humet vid den officiella ceremonin i Parc de la Ciutadella, på Kataloniens nationaldag. Där framförde hon en tolkning av "Sonet" – en dikt av Bartomeu Rosselló som tonsatts av Maria del Mar Bonet. Två år senare sjöng hon – tillsammans med Mercè Martínez, Pemi Fortuny, Albert Guinovart och ungdomskören hos Orfeó Català – Lluís Lachs "Venim del nord, venim del sud" ('Vi kommer från norr, vi kommer från söder') vid det årets nationaldagsfirande.
2016 deltog Gemma Humet i insjungningen av "Cançó de fer camí" ('Sång att leda vägen'), efter Maria Mercè Marçals dikt med samma namn. Insjungningen, som var del av kvinnofridskampanjen Farem nostra la nit! ('Låt oss göra natten till vår!'), gjordes tillsammans med bland annat Mireia Vives.

### Egna album
I april 2015 publicerades Humets första album Si canto enrere ('Om jag går bakåt'), på skivbolaget Satélite K. Producent var gitarristen Pau Figueres, som hon samarbetat med sedan flera år tillbaka.
Två år senare kom det andra albumet Encara ('Fortfarande'), återigen utgivet på Satélite K. Från albumet togs singellåtarna "Crida'm" ('Säg det till mig') och "Podries" ('Du skulle kunna'). Den sistnämnda sången, efter text från Joana Raspalls dikt, är en antirasistisk appell där möjligheten framförs att människor skulle kunna släppa in behövande människor i sina liv.
Hösten 2020 kom det tredje albumet, betitlat Màtria. Albumet, vars titel betyder moderskap, var inspirerat av Humets egen erfarenhet av att bli förälder. Produktionen är mer elektronisk, men den mjuka sångstilen är kvar, på en skiva med ett antal tonsättningar av katalanska dikter.
Våren 2022 återkom Humet med albumet Rere tot aquest fum ('bakom all denna rök'). De tio låtarna på albumet har som gemensamt tema kärlekens mysterier, den romantiska kärleken som koncept och betydelsen av att älska sig själv. albumet föregicks av singeln, albumets inledningslåt "Com vols que et parli jo de l'amor?" ('Hur vill du att jag pratar med dig om kärlek?').

## Diskografi
Alla sånger nedan är framförda på katalanska, om ej annat nämns.

### Album
1. "Petit univers" ('Litet universum')
2. "Les lleis del teu cos" ('Din kropps lagar')
3. "El noi de les places buides" ('Pojken med de tomma platserna')
4. "Ulls de pallasso" ('Clownögon')
5. "Gacela del amor desesperado" ('Den desperata kärlekens Gacela'; spanska)
6. "Estranys" ('Främmande')
7. "Petita suite" ('Liten svit')
8. "Pluja d'estels" ('Stjärnregn')
9. "Quan érem infants" ('När vi var barn')
10. "Alegries de la terra" ('Jordens glädje')
11. "Si te me'n vas" ('Om du lämnar mig')
12. "Jo no sé" ('Jag vet inte')

1. "Crida'm" ('Säg det till mig')
2. "Podries" ('Du skulle kunna')
3. "Empordà"
4. "Les veus del mar" ('Havets röster')
5. "Barcelona, març de 1938" ('Barcelona, mars 1938')
6. "Oblida" ('Glöm')
7. "Guerra" ('Krig')
8. "La quimera" ('Chimären')
9. "L'home llop" ('Varulven')
10. "Himne al futur" ('Hymn för framtiden')

1. "Damunt un cel de fil" ('Därovan en himmel av tråd')
2. "Ales al vent" ('Vingar i vinden')
3. "La mesura de la passió" ('Passionens mått')
4. "Lila clar" ('Ljuslila')
5. "Les vocals del que no dic" ('Vokalerna som jag inte uttalar')
6. "Interpreta'm" ('Tolka mig')
7. "Furt" ('Rån')
8. "Ara" ('Nu')
9. "Solitud" ('Ensamhet')
10. "Mare" ('Mor')

1. "Com vols que et parli jo de l'amor?" ('Hur vill du att jag pratar med dig om kärlek?')
2. "Òxid de nitrogen " ('Kväveoxid')
3. "Àngel de foc" ('Eldängel')
4. "Arrenca'm la pell" ('Slit av mig huden')
5. "Tòxics" ('De giftiga')
6. "El llamp que fuig del meteorit" ('Blixten som flyr från meteoriten')
7. "Recomençar" ('Börja om på nytt')
8. "Els anys guanyats" ('De vunna åren')
9. "Aurores boreals" ('Norrskenen')
10. "Tothom té els seus secrets" ('Alla har sina egna hemligheter')

### Singlar
- 2017 – "Crida'm"
- 2017 – "Podries"

### Samarbeten
- 2017 – "Agafant l'horitzó" ('Nå horisonten'; kollektiv singel med bl.a. Aspencat, Cesk Freixas, Les Kol·lontai och Ascensa)
- 2018 – Petita festa ('Liten fest'; album av Toti Soler/Gemma Humet)
- 2019 – "Aquest cop no" ('Inte den här gången'; singel av Mario Muñoz)
- 2019 – "Als teus ulls" ('För dina ögon'; singel av Mario Muñoz)

### Fotnoter
1. ↑  Bianciotto, Jordi (2015-04-17): "De cantant a cantautora. El Periódico de Catalunya. Läst 11 september 2019. (katalanska)
2. ↑  "Gemma Humet debuta amb nostàlgia mediterrània". Ara, 2015-04-15. Läst 15 september 2019. (katalanska)
3. 1 2  Martorell, Núria (2014-12-12): "Una càlida veu amb D. O.". Arkiverad 4 juli 2017 hämtat från the Wayback Machine. El Periódico de Catalunya. Läst 15 september 2019. (katalanska)
4. ↑  ”«Podries», nou videoclip de Gemma Humet” (på katalanska). enderrock.cat. 5 april 2018. http://www.enderrock.cat/noticia/16771/podries/nou/videoclip/gemma/humet. Läst 15 september 2019.
5. ↑  Gállego Marfà, Laura (30 oktober 2020). ”Entrevista a Gemma Humet: 'La cultura queda tocada de mort'” (på katalanska). VilaWeb. https://www.vilaweb.cat/noticies/entrevista-gemma-humet-matria-cultura/. Läst 21 december 2020.
6. ↑  Enderrock.cat (8 april 2022). ”'Rere tot aquest fum' de Gemma Humet, cançó per cançó | Enderrock.cat” (på katalanska). www.enderrock.cat. https://www.enderrock.cat/noticia/24228/rere-tot-aquest-fum-gemma-humet-canco-canco. Läst 28 april 2022.